# الحصن (شبام كوكبان)

تعديل مصدري - تعديل

الحصن هي إحدى قرى عزلة الأهجر بمديرية شبام كوكبان التابعة لمحافظة المحويت، بلغ تعداد سكانها 899 نسمة حسب تعداد اليمن لعام 2004.